# Vanua deiopeia
Vanua deiopeia är en insektsart som beskrevs av Ronald Gordon Fennah 1950. Vanua deiopeia ingår i släktet Vanua och familjen Tropiduchidae. Inga underarter finns listade i Catalogue of Life.